# Thrakiska
Thrakiska (alternativt Trakiska) är det numera utdöda satemspråk inom den indoeuropeiska språkfamiljen som en gång talades i Thrakien och andra thrakiskt dominerade områden på Balkanhalvön.